# Bellaria (Peschiera Borromeo)
Bellaria (Bèlaria in dialetto milanese) è un quartiere della città lombarda di Peschiera Borromeo.

## Posizione
Bellaria è geograficamente delimitata a nord dalla strada provinciale ex SS 415 Paullese, che collega i comuni a Est di Milano con il capoluogo. A sud, invece, Bellaria confina con l'adiacente frazione di Robbiano del comune di Mediglia. A est e a ovest, infine, Bellaria è delimitata da campi agricoli.

## Storia
La località di Bellaria è una delle più recenti di Peschiera Borromeo. Infatti, Linate è attestata già dal 1100. Zeloforamagno è nato nel 1832 dall'unione di Zelo e Foramagno. Mezzate era un comune a sé stante e anche San Bovio fino alla fine dell'800 costituiva un borgo autonomo rispetto a Peschiera.
La crescita urbanistica e demografica di Peschiera iniziata negli anni '80 del secolo scorso ha riguardato prima le località di San Bovio, Zeloforamagno e Bettola. Solo verso la fine del 900, lo sviluppo immobiliare e, di conseguenza, anche demografico ha riguardato la località di Bellaria, fino ad allora prevalentemente agricola e con poche unità produttive.

## L'espansione urbanistica e demografica
La consistente e recente espansione urbanistica e demografica di Bellaria ha portato le autorità regionali a riesaminare il Piano di Intervento Integrato del Comune di Peschiera, relativo a Bellaria, riconfermandolo nella sua sostanza. In particolare, il 24 marzo 2011 il TAR (Tribunale Amministrativo Regionale) ha respinto un ricorso presentato da un'azienda chimica di Mediglia. A giugno del 2011, inoltre, è arrivato anche il parere definitivo del CTR (Comitato Tecnico di valutazione dei Rischi) della direzione regionale della Lombardia.

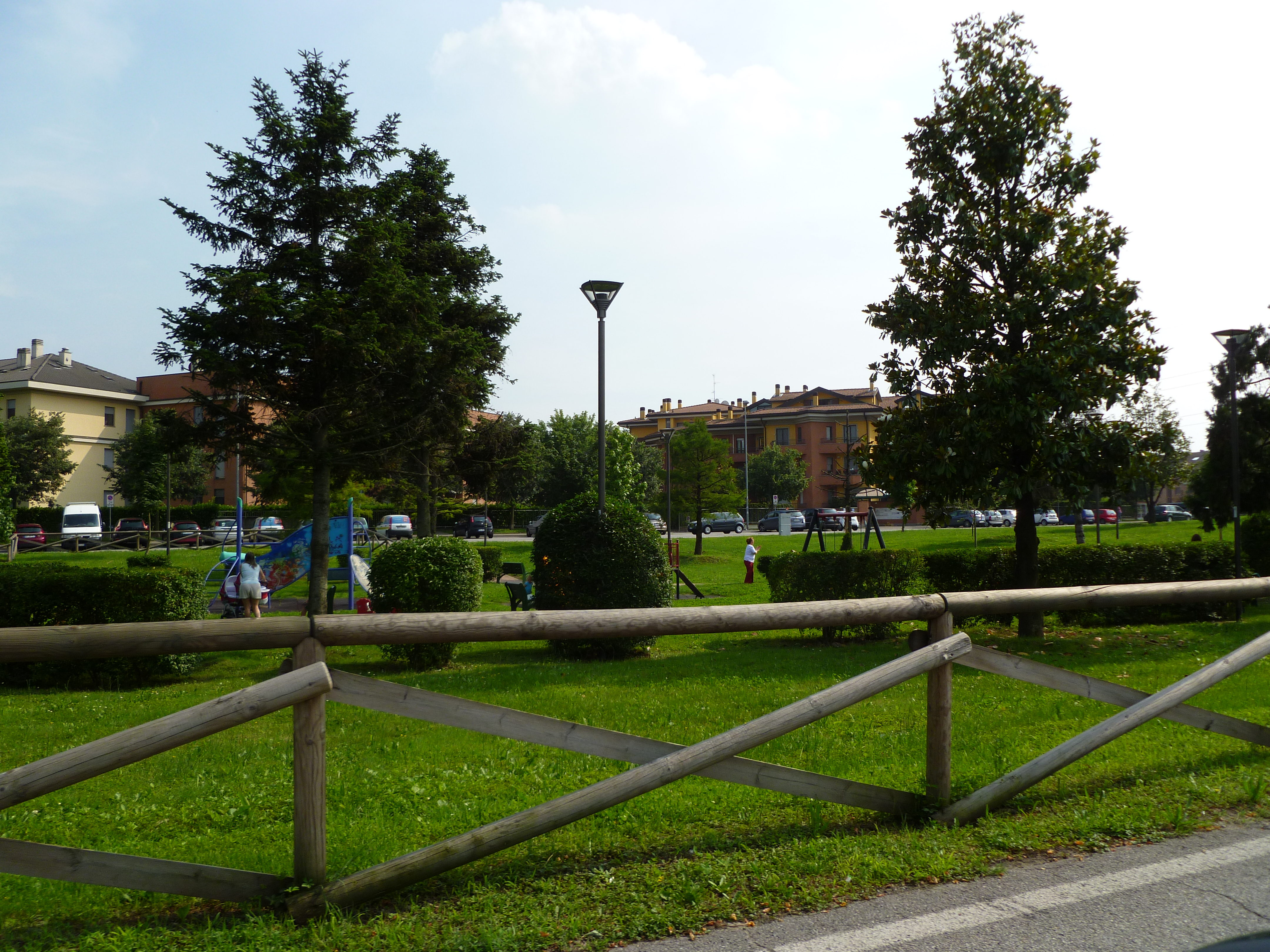
Giardino pubblico a Bellaria
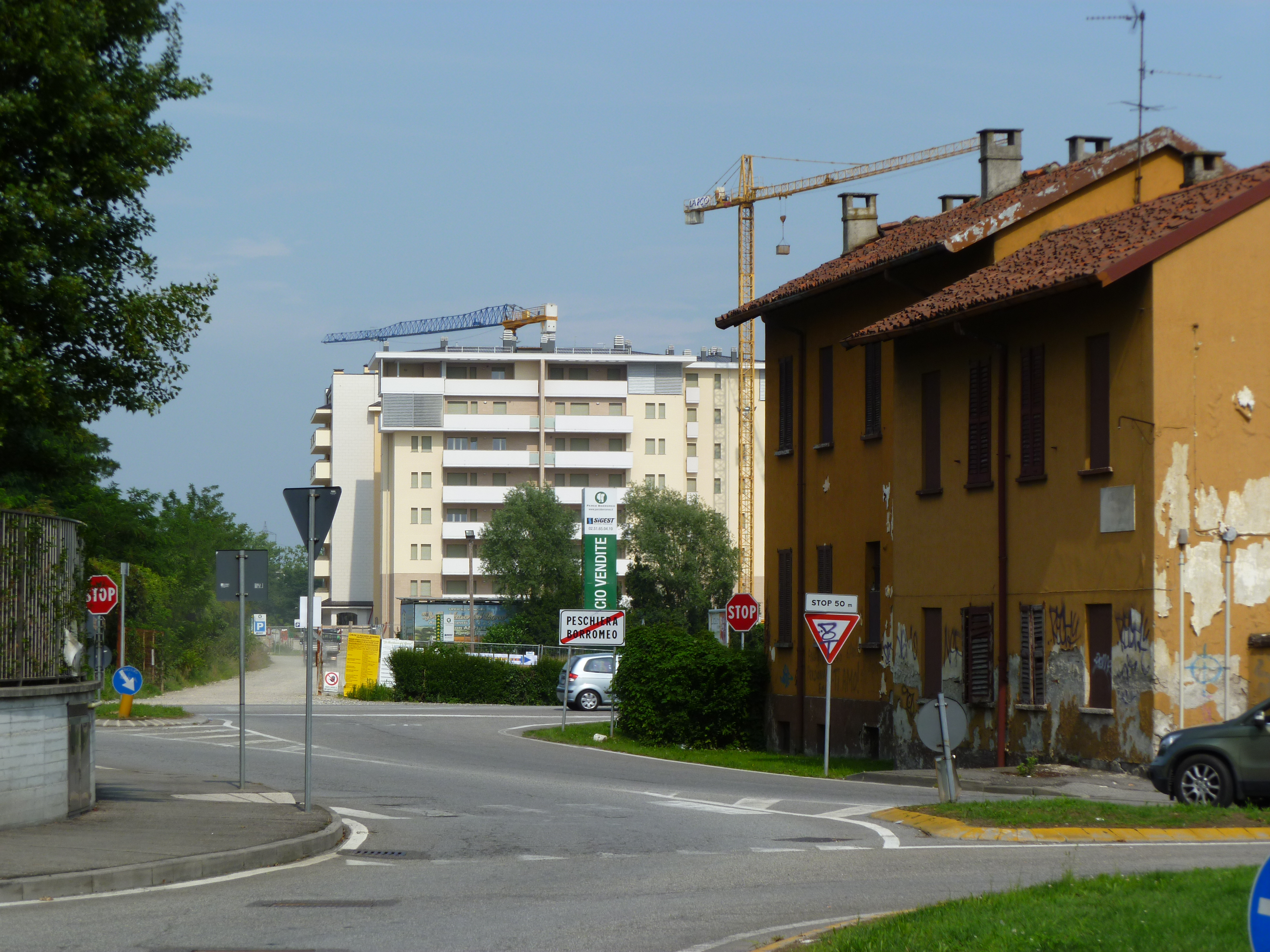
Lo sviluppo urbanistico di Bellaria